# 黄柳权
黄柳权（1964年10月—），男，汉族，广西柳州人，中华人民共和国政治人物，现任中央人民政府驻澳门特别行政区联络办公室副主任，曾任国务院港澳事务办公室副主任、党组成员，中国法学会常务理事。

## 生平
1986年本科毕业于北京大学法律学系。1991年硕士研究生毕业于北京大学法律学系民法专业，进入国务院港澳事务办公室澳门事务司工作，历任副主任科员、主任科员、一处副处长、处长、法律司副司长、法律司司长等职。2016年至2022年，任国务院港澳事务办公室副主任。2022年11月22日，任中央人民政府驻澳门特别行政区联络办公室副主任。2023年3月20日，任澳门特别行政区维护国家安全委员会国家安全技术顾问。2023年3月，当选第十四届全国政协常委。